# Laia López
Laia López de la Morena (meist nur Laia; * 29. Januar 2007 in Madrid) ist eine spanische Fußballtorhüterin.

## Karriere

### Verein
Laia López begann ihre Vereinslaufbahn mit sieben Jahren bei Atlético Chopera, einem Klub aus Alcobendas nahe Madrid. Im Alter von elf Jahren wechselte sie in die spanische Landeshauptstadt zu Madrid CFF. Hier durchlief sie mehrere Jugendmannschaften, ehe sie am 23. April 2022 mit der B-Mannschaft des Klubs in einem Ligaspiel der Segunda División gegen den FC Córdoba ihr Debüt im Erwachsenenbereich feierte. Insgesamt brachte sie es auf sechs Einsätze für die Zweitvertretung von Madrid CFF. Im Sommer des Jahres 2022 unterschrieb die damals 15-jährige Laia López für den Stadtrivalen Real Madrid, bei dem sie zunächst Teil des Kaders der A-Jugend war. Am 10. September 2023 debütierte sie in der B-Mannschaft des Klubs, die in jeder Zeit in der Segunda Federación vertreten war. Sie brachte es in der Saison 2023/24 auf 16 Einsätze in der Zweitmannschaft und erreichte mit ihrem Team den Aufstieg in die zweite Spielklasse. Im Sommer 2024 gewann sie darüber hinaus mit der A-Jugend von Real Madrid die spanische Meisterschaft dieser Altersklasse.
Am 11. Mai 2025 feierte Laia López in einem Meisterschaftsspiel gegen UD Tenerife ihr Debüt im A-Kader von Real Madrid.

### Nationalmannschaft
Laia López debütierte am 25. September 2022, im Zuge der Qualifikation für die EM 2023, in der Spanischen U-17-Nationalmannschaft. Bei der Endrunde erreichte sie mit ihrer Mannschaft zwar das Endspiel, unterlag dort aber Frankreich mit 2:3, wobei sie selbst nur auf einen Einsatz im letzten Spiel der Gruppenphase kam. Im Folgejahr war sie erneut im Aufgebot der Spanierinnen für die Endrunde der EM 2024. Diesmal gelang ihr mit ihrem Nationalteam durch ein 4:0 im Endspiel gegen England der Titelgewinn. Sie selbst war diesmal Stammtorhüterin und bestritt, mit Ausnahme des dritten Spiels der Gruppenphase, alle Begegnungen. Einige Monate später nahm Laia López auch an der U17-Weltmeisterschaft teil, bei der sie mit ihrer Landesauswahl erst im Endspiel den Nordkoreanerinnen im Elfmeterschießen mit 3:4 unterlag. Laia stand in fünf von sechs Spielen im Tor der Spanierinnen. Ihr Debüt in der U19 Spaniens feierte sie am 27. November 2024 im Zuge der EM-Qualifikation, mit dieser gewann sie im Juni 2025 durch ein 4:0 im Endspiel gegen Frankreich die Europameisterschaft, sie selbst bestritt im Laufe der Endrunde vier Spiele, darunter auch das Finale, und ließ kein Gegentor zu.

## Erfolge und Ehrungen
Nationalmannschaft
- U-19-Europameisterschaft: 2025
- U-17-Europameisterschaft: 2024